# منتخب جمهورية التشيك تحت 21 سنة لكرة القدم
منتخب جمهورية التشيك تحت 21 سنة لكرة القدم هو الممثل الرسمي لجمهورية التشيك في بطولات كرة القدم تحت 21 سنة. يشارك الفريق في بطولة أوروبا تحت 21 لكرة القدم التي تقام كل عامين.

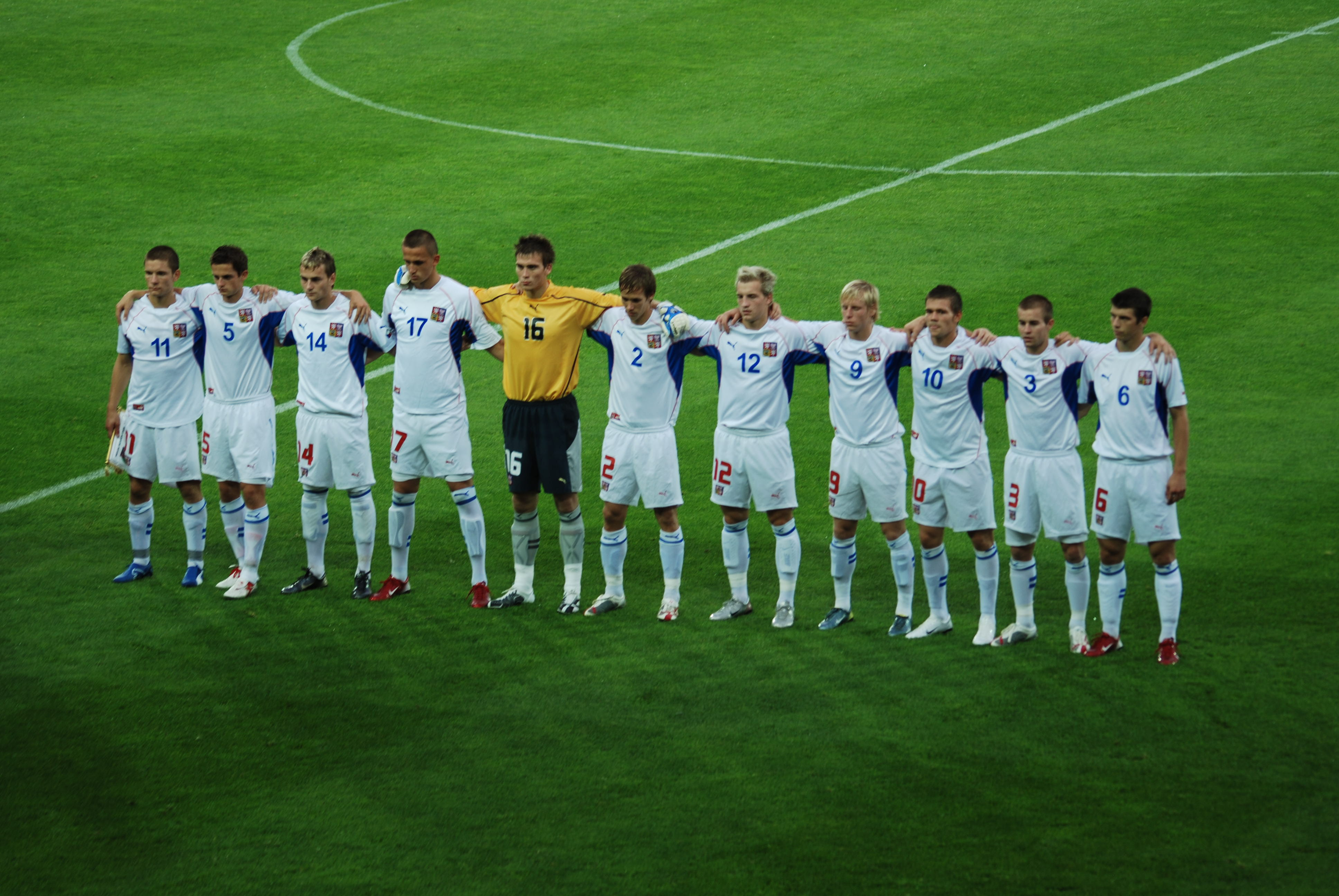
لاعبو المنتخب التشيكي تحت سن 21 سنة في شهر أغسطس سنة 2007م.

## وصلات خارجية
- UEFA Under-21 website السجلات القديمة لمنتخب التشيك تحت 21 سنة
  - Czech Republic Under-21s في الموقع الرسمي للاتحاد الأوروبي لكرة القدم
- Official ČMFS Czech Republic Under-21 website (بالتشيكية)
- The Rec.Sport.Soccer Statistics Foundation السجلات القديمة لمنتخب التشيك.